# La Forêt de l'adieu
Pour plus de détails, voir Fiche technique et Distribution.
La Forêt de l'adieu est un film français réalisé par Ralph Habib et sorti le 30 juillet 1952.

## Synopsis
La jeune Christine Kérian revient d'Angleterre où son père, conseillé par sa sœur, l'avait envoyée à la suite d'une aventure sentimentale. Elle retrouve l'affection de son père et de sa sœur Évelyne, mais aussi la haine vigilante de sa tante, qui ne s'était débarrassée d'elle que parce qu'elle aimait le même garçon. Christine se heurte au contremaître de son père, Jean-Pierre, qui est l'amant de l'aubergiste. Elle provoque dans l'auberge même un scandale avec sa rivale, à la suite duquel elle manifeste son intention d'épouser Jean-Pierre. Mais elle n'agit ainsi que pour se venger du jeune homme, qu'elle repousse le soir même de ses noces.

## Fiche technique
- Titre : La Forêt de l'adieu
- Réalisation : Ralph Habib
- Scénario : Jacques Viot, Robert-Paul Dagan et René Grazi
- Décors : Roland Quignon
- Photographie : Pierre Petit
- Montage : Madeleine Bagiau
- Musique : André Messier
- Production : Léopold Schlosberg
- Sociétés de production : Cincina Film Production - Jeannic Films - Sud Films
- Pays de production :  France
- Tournage : 14 janvier - 3 mars 1952
- Langue : français
- Genre : Comédie dramatique
- Durée : 90 minutes
- Date de sortie : France - 30 juillet 1952

## Distribution
- Françoise Arnoul : Christine Quéyrian
- Jean-Claude Pascal : Jean-Pierre
- Jean Carmet : Baptiste
- Mag Avril : la cousine
- Sophie Leclair : Évelyne
- Jean Brochard : Quéyrian
- Michel Jourdan : Michel
- Marcelle Arnold : tante Hélène
- Paul Faivre : le médecin
- René Clermont : le notaire